# 在我身邊
《在我身邊》（韓語：내 곁에 있어!）是韓國MBC自2007年3月12日起播放的晨間日日劇。
台灣八大第一台首播時使用片名為《背叛的愛》，後於八大戲劇台早上八點播出時使用原名《在我身邊》，高點綜合台則以《背叛的愛》為劇名播出。

## 演員陣容

### 主要角色
- 崔明吉 飾演 張宣姬
- 李允智 飾演 徐恩珠
- 朴尚民 飾演 崔東健
- 金正旭 飾演 李允燮
- 金貞敏 飾演 閔之艾

### 宣姬周邊人物
- 鄭惠先 飾演 裴正慈
- 林采茂 飾演 閔容其
- 崔朱奉 飾演 閔會長

### 恩珠周邊人物
- 金甲洙 飾演 徐俊錫
- 白鍾民 飾演 徐恩皓
- 琴寶羅 飾演 柳日心
- 李雪兒 飾演 蘇瑟妃
- 金美京 飾演 允燮母

## 外部連結
- 韓國MBC （页面存档备份，存于） 
- 臺灣GTV （繁體中文）

| MBC 晨間劇                                | MBC 晨間劇                                     | MBC 晨間劇 |
| ----------------------------------------- | ---------------------------------------------- | ---------- |
|                                           | 在我身邊 （2007年3月12日 - 2007年9月28日）     |            |
| 珍惜現在 （2006年7月17日 - 2007年3月9日） | 那樣也喜歡！ （2007年10月1日 - 2008年4月11日） |            |